# Северин Сергій Сергійович
Сергій Сергійович Северин (нар. 20 червня 1980, смт Покровське, Дніпропетровська область) — український політик. Заступник голови Дніпропетровської обласної ради з виконавчого апарату — начальник управління економіки, бюджету та фінансів.
Народний депутат України 9-го скликання. Член Комітету Верховної Ради з питань бюджету.

## Життєпис
Закінчив Запорізький національний університет (спеціальність «Правознавство»), Дніпропетровський регіональний інститут державного управління Національної академії державного управління при Президентові України (спеціальність «Державне управління»).
Працював помічником-консультантом депутата 5-го та 6-го скликань від Блоку Юлії Тимошенко Святослава Олійника.
У 2014 році — радник голови Дніпропетровської ОДА, директор департаменту інформаційної діяльності та комунікацій з громадськістю.
З 2016 по 2017 рік — радник голови Дніпропетровської облради відділу патронатної служби управління забезпечення діяльності ради.
2018 – 2019 рік — заступник голови обласної ради по виконавчому апарату - начальник управління економіки, бюджету та фінансів.

## Політична діяльність
У 2006 році — кандидат у народні депутати від Блоку Юлії Тимошенко, № 312 у списку. На час виборів: директор приватного підприємства «Протон», член ВО «Батьківщина».
Кандидат у народні депутати від партії «Слуга народу» на парламентських виборах у 2019 році (виборчий округ № 39, м. Синельникове, Васильківський, Межівський, Петропавлівський, Покровський, Синельниківський райони). На час виборів: заступник голови — начальник управління економіки, бюджету та фінансів виконавчого апарату Дніпропетровської облради, безпартійний. Проживає в м. Дніпрі.
Журналістам Громадського руху ЧЕСНО стало відомо, що під час виборчої кампанії кандидата Сергія Северина піарить і Синельниківська міська рада. Зокрема, за результатами його поїздки до Синельникового 2 липня 2019 року, коли Северин разом з мером привітав мешканців і гостей міста зі святами – Днем Конституції та Днем молоді. Використання місцевих рад з метою агітації є застосуванням адмінресурсу, оскільки всі кандидати повинні мати однакові умови для агітації й місцева влада не може надавати комусь преференції.
Українська Правда відносить Северина до так званої "Команди Коломойського" .
БюроUА та портал Чесно, приписують Северину розкрадання державного майна шляхом завищення ціни на закупівлі будівельних матеріалів. 